# Hassim Tall Boukambou
Hassim Tall Boukambou, né le 8 juillet 1972 à Brazzaville, est un réalisateur, producteur, archiviste et documentaliste congolais,.
Il se fait connaître du public notamment grâce à la trilogie du film documentaire Révolutionnaire(s), pour lequel il reçoit en 2016 le prix Ecran du documentaire international au festival Écrans Noirs de Yaoundé.
La critique le considère comme l'un des acteurs notables du cinéma panafricain.

## Famille
Hassim Tall Boukambou est le petit-fils du militant anticolonialiste, syndicaliste et homme politique Julien Boukambou. Il a conduit les 13, 14 et 15 août 1963 la révolution des Trois Glorieuses qui a mené à la démission du président congolais Fulbert Youlou.
Il est le fils de Gérard Boukambou, chercheur, ingénieur agronome de formation et ancien directeur adjoint d’Agricongo.

## Biographie

### Jeunesse et études
Né le 8 juillet 1972 à Brazzaville, en République du Congo, Hassim Tall Boukambou grandit dans un contexte marqué par les bouleversements politiques et les récits de lutte anticoloniale, notamment ceux de son grand-père, Julien Boukambou,.Ces histoires influencent profondément son intérêt pour l'histoire de son pays. Après ses études secondaires, il part en France où il se spécialise dans des études de communication audiovisuelle. Ce séjour lui permet d'acquérir les compétences nécessaires pour devenir cinéaste, avec pour objectif de raconter et préserver la mémoire collective congolaise à travers le documentaire.

### Carrière professionnelle
Après la réalisation de son premier film documentaire, Couleurs-urbaines Brazzaville , en 2005, Hassim Tall Boukambou commence à explorer l'histoire congolaise à travers le cinéma.
Son parcours artistique est marqué par des obstacles, notamment la guerre civile qui éclate au Congo en 1997. Cet épisode tumultueux de l'histoire congolaise influence profondément sa réflexion sur les conséquences de la violence et de la destruction. Dans un entretien réalisé par le journal Le Monde, le réalisateur déclare à ce sujet ; "Tous les chefs d’Etat congolais ont eu à partir de manière brutale. L’histoire du pays est violente. Et cette violence se transmet de génération en génération".
De retour à Brazzaville, ville dévastée par le conflit, il s'investit dans des mouvements intellectuels et culturels dédiés à la reconstruction du tissu social et politique du Congo. Inspiré par les figures révolutionnaires de son enfance et animé par une passion pour l'histoire et la culture, il choisit d'utiliser le cinéma comme un moyen de résistance et de transformation sociale.

### Maison des archives Congo
La Maison des Archives Congo (MAC), installée en 2021 par Hassim Tall Boukambou dans les anciens locaux de la Télévision nationale à Brazzaville, œuvre à la sauvegarde du patrimoine audiovisuel congolais. Soutenue par l’Institut national de l’audiovisuel (INA) en France, cette initiative, adossée au projet Institut du Patrimoine et de l’Audiovisuel (IPA), a déjà permis l’identification et le nettoyage de plus de 9.000 films menacés par l’humidité et l’abandon. Malgré la perte irréversible d’une partie des archives des années 1960-1970, la MAC, ouverte au public chaque samedi, poursuit son travail de mémoire et de transmission avec des moyens limités. Ces archives, qui incluent des documents des années 1960 à 2007 ainsi que des enregistrements audio de l'époque de la France libre, sont destinées à être accessibles à tous, des chercheurs aux citoyens ordinaires. 

## La Trilogie Révolutionnaire(s)
Le documentaire Révolutionnaire(s) réalisé par Hassim Tall Boukambou explore les événements des 13, 14 et 15 août 1963, connus sous le nom « des Trois Glorieuses », qui ont été déterminants dans le processus d'autonomie politique du Congo. Le film utilise une narration basée sur des témoignages alternés pour offrir un éclairage sur les perspectives des acteurs et témoins de cette période critique.
Le deuxième volet de la série, intitulé Révolutionnaire(s) : la genèse 1880-1959, retrace les différentes formes de résistance contre l'oppression coloniale, en commençant à la fin du XIXe siècle. Ce volet met en avant les pionniers de l'anticolonialisme, comme André Matswa, qui a mené la lutte pour l'émancipation du peuple congolais dans les années 1920 et 1930, jusqu'à sa mort en 1942, alors qu'il était emprisonné par les autorités coloniales.
Le troisième volet, Révolutionnaire(s) : Tout pour le Peuple (1966-1991), se concentre sur l'émergence d'une nouvelle génération de leaders congolais après l'indépendance, en particulier entre 1966 et la conférence nationale de 1991. À travers des images d'archives, le film retrace l'histoire politique du Congo durant cette période marquée par la lutte contre le néocolonialisme et l'impérialisme, dans un contexte de tensions liées à la guerre froide. Des figures intellectuelles, militaires, et militantes y sont présentées, illustrant leur engagement dans ces combats historiques,.
Ce volet inclut une des dernières interviews de l'écrivain et homme politique Henri Lopes, qui évoque les défis de gouverner un pays nouvellement indépendant.

## Distinctions
En 2016, Hassim Tall Boukambou remporte le prix Écran du documentaire international au festival Écrans Noirs de Yaoundé pour son film Révolutionnaire(s).

## Filmographie

### Documentaires
- 2005 : Couleurs-urbaines Brazzaville (Bonz Communications)
- 2015 : Révolutionnaire(s) (Bonz Communications)
- 2020 : Révolutionnaire(s) : la genèse 1880-1959 (Bonz Communications)
- 2022 : Révolutionnaire(s) : Tout pour le Peuple (1966-1991) (Bonz Communications)